# 500 Miles de Fuji 1991
Navigation
Édition précédente Édition suivante
Les 500 miles de Fuji 1991 (officiellement appelés les 1991 All Japan Fuji 500 Mile Race), disputés le 22 juillet 1991 sur le Fuji Speedway, ont été la troisième et dernière manche du Championnat du Japon de sport-prototypes 1991.

## La course

### Classement de la course
Voici le classement officiel au terme de la course,.
- Les premiers de chaque catégorie du championnat du monde sont signalés par un fond jaune.
- Pour la colonne Pneus, il faut passer le curseur au-dessus du modèle pour connaître le manufacturier de pneumatiques.
- Les voitures ne réussissant pas à parcourir 75% de la distance du gagnant sont non classées (NC).

| Pos  | Classe | no  | Écurie              | Pilotes                                                  | Châssis                             | Pneus | Tours | Temps               |
| Pos  | Classe | no  | Écurie              | Pilotes                                                  | Moteur                              | Pneus | Tours | Temps               |
| ---- | ------ | --- | ------------------- | -------------------------------------------------------- | ----------------------------------- | ----- | ----- | ------------------- |
| 1    | C1     | 36  | Toyota Team Tom’s   | Masanori Sekiya Hitoshi Ogawa                            | Toyota 91C-V                        | B     | 179   | 4 h 18 min 26 s 689 |
| 1    | C1     | 36  | Toyota Team Tom’s   | Masanori Sekiya Hitoshi Ogawa                            | Toyota R36V 3,6 l V8 Turbo          | B     | 179   | 4 h 18 min 26 s 689 |
| 2    | C1     | 23  | Nissan Motorsport   | Kazuyoshi Hoshino Toshio Suzuki                          | Nissan R91CP                        | B     | 179   | + 10 s 070          |
| 2    | C1     | 23  | Nissan Motorsport   | Kazuyoshi Hoshino Toshio Suzuki                          | Nissan VHR35Z 3,5 l V8 Turbo        | B     | 179   | + 10 s 070          |
| 3    | C1     | 37  | Toyota Team Tom’s   | Eje Elgh Geoff Lees                                      | Toyota 91C-V                        | B     | 178   | + 1 tour            |
| 3    | C1     | 37  | Toyota Team Tom’s   | Eje Elgh Geoff Lees                                      | Toyota R36V 3,6 l V8 Turbo          | B     | 178   | + 1 tour            |
| 4    | GTP    | 201 | Mazdaspeed          | Johnny Herbert Bertrand Gachot                           | Mazda 787B                          | D     | 176   | + 3 tours           |
| 4    | GTP    | 201 | Mazdaspeed          | Johnny Herbert Bertrand Gachot                           | Mazda R26B 2,6 l 4-Rotor            | D     | 176   | + 3 tours           |
| 5    | C1     | 100 | Nisseki Racing Team | George Fouché Steven Andskär                             | Porsche 962GTi                      | D     | 173   | + 6 tours           |
| 5    | C1     | 100 | Nisseki Racing Team | George Fouché Steven Andskär                             | Porsche Type-935 3,2 l Flat-6 Turbo | D     | 173   | + 6 tours           |
| 6    | C1     | 27  | FromA Racing        | Akihiko Nakaya Volker Weidler                            | Nissan R91CK                        | B     | 173   | + 6 tours           |
| 6    | C1     | 27  | FromA Racing        | Akihiko Nakaya Volker Weidler                            | Nissan VHR35Z 3,5 l V8 Turbo        | B     | 173   | + 6 tours           |
| 7    | C1     | 77  | Team Fedco          | Kiyoshi Misaki (en) Hisashi Yokoshima (en)               | Spice SE91C                         | D     | 169   | + 10 tours          |
| 7    | C1     | 77  | Team Fedco          | Kiyoshi Misaki (en) Hisashi Yokoshima (en)               | Ford Cosworth DFZ 3,5 l V8 Atmo     | D     | 169   | + 10 tours          |
| 8    | GTP    | 202 | Mazdaspeed          | Yojiro Terada Takashi Yorino                             | Mazda 787                           | D     | 169   | + 10 tours          |
| 8    | GTP    | 202 | Mazdaspeed          | Yojiro Terada Takashi Yorino                             | Mazda R26B 2,6 l 4-Rotor            | D     | 169   | + 10 tours          |
| NC   | GTP    | 230 | Pleasure Racing     | Tetsuji Shiratori Masatomo Shimizu Syuuji Fujii          | Mazda 767B                          | D     | 108   | + 71 tours          |
| NC   | GTP    | 230 | Pleasure Racing     | Tetsuji Shiratori Masatomo Shimizu Syuuji Fujii          | Mazda 13J 1,3 l 2-Rotor             | D     | 108   | + 71 tours          |
| Abd. | C1     | 18  | TWR Suntec Jaguar   | John Nielsen Mauro Martini Jeff Krosnoff                 | Jaguar XJR-11                       | D     | 140   | Turbo               |
| Abd. | C1     | 18  | TWR Suntec Jaguar   | John Nielsen Mauro Martini Jeff Krosnoff                 | Jaguar JV6 3,5 l V6 Turbo           | D     | 140   | Turbo               |
| Abd. | C1     | 1   | Nissan Motorsport   | Masahiro Hasemi Anders Olofsson                          | Nissan R91CP                        | B     | 105   | Accident            |
| Abd. | C1     | 1   | Nissan Motorsport   | Masahiro Hasemi Anders Olofsson                          | Nissan VHR35Z 3,5 l V8 Turbo        | B     | 105   | Accident            |
| Abd. | C1     | 38  | Toyota Team SARD    | Roland Ratzenberger Naoki Nagasaka Pierre-Henri Raphanel | Toyota 91C-V                        | B     | 85    | Moteur              |
| Abd. | C1     | 38  | Toyota Team SARD    | Roland Ratzenberger Naoki Nagasaka Pierre-Henri Raphanel | Toyota R36V 3,6 l V8 Turbo          | B     | 85    | Moteur              |
| Abd. | C1     | 25  | Team LeMans         | Hideki Okada Takao Wada                                  | Nissam R91VP                        | Y     | 11    | Accident            |
| Abd. | C1     | 25  | Team LeMans         | Hideki Okada Takao Wada                                  | Nissan VHR35Z 3,5 l V8 Turbo        | Y     | 11    | Accident            |

## Pole position et record du tour
- Pole position :  Roland Ratzenberger (#38 Toyota Team SARD) en 1 min 15 s 702
- Meilleur tour en course :  Hitoshi Ogawa (#36 Toyota Team Tom’s) en 1 min 21 s 572

## À noter
- Longueur du circuit : 4,470 km
- Distance parcourue par les vainqueurs : 800,130 km